# Forest Hills, Queens
Forest Hills är en stadsdel i Queens. 2010 bodde där 83 728 invånare. Engelsmännen kallade ursprungligen området för "Whitepot". US Open i tennis avgjordes här fram till 1978.

### Fotnoter
1. ↑  ”Table PL-P1 NTA: Total Population” (på engelska). New York City. 13 mars 2010. Arkiverad från originalet den 17 oktober 2013. https://web.archive.org/web/20131017183129/http://www.nyc.gov/html/dcp/pdf/census/census2010/t_pl_p1_nta.pdf. Läst 14 september 2015.
2. ↑  ”Forest Hills, was developed by Cord Meyer, a lawyer and developer and philanthropist Margaret Olivia Slocum Sage.” (på engelska). Queens New York. 13 mars 2004. Arkiverad från originalet den 5 september 2018. https://web.archive.org/web/20180905194438/http://www.queensnewyork.com/forest/about.html. Läst 14 september 2015.
3. ↑  ”Leading the way” (på engelska). US Open i tennis. 21 augusti 2002. http://news.bbc.co.uk/sport2/hi/tennis/us_open/2136087.stm. Läst 14 september 2015.